# Національна бібліотека Португалії
Національна бібліотека Португалії, або Державна бібліотека Португалії (порт. Biblioteca Nacional de Portugal) — національна бібліотека в Португалії, в Лісабоні. Найбільша бібліотека країни. Фонди нараховують понад 3 мільйони книг.

## Історія
29 лютого 1796 року було видано королівський декрет королеви Марії I про заснування «Публічної бібліотеки королівського двору» (порт. Real Biblioteca Pública da Corte). Бібліотека була розбудована за рахунок фондів «Бібліотеки королівського цензурного столу» (порт. Biblioteca da Real Mesa Censória), що була заснована 1768 року. Новозаснована бібліотека розташувалася на площі Праса-ду-Комерсіу, а її фонди з дня відкриття були відкриті для загального публічного доступу, не обмежуючись лише колом науковців. Водночас «Королівська бібліотека» (порт. Biblioteca Real), що мала близько 70 000 томів, далі перебувала на королівському дворі. Лісабонські бібліотеки, як і все місто, зазнали великих втрат внаслідок катастрофічного землетрусу 1755 року. Тікаючи від інвазії Наполеона у 1807 році, королівський двір прихопив з собою на Ріо-де-Жанейро й королівську бібліотеку, яка згодом стала основою Національної бібліотеки Бразилії. Коли в 1821 році королівський двір повертався до Лісабону, то взяв з собою лише невелику частку бібліотеки, так звану Ажудську бібліотеку, що з 1880 року перебуває в Ажудському палаці й зараз входить до національної бібліотеки, хоча й залишається самостійною колекцією.
1805 року набрав чинності закон про обов'язковий примірник, що значно прискорило ріст фондів бібліотеки. Після Мігелістських воєн (1832–1834) та розпуску релігійних ордені багаті монастирські бібліотеки стали власністю держави. Публічна бібліотека королівського двору переїхала у квартал Ш'яду (Chiado), де розташувалася у приміщеннях Міського монастиря святого Франциска (Convento de São Francisco da Cidade), що сильно постраждав під час землетрусу 1755 року й був лише частково відбудований. Разом з переїздом бібліотека змінила назву й стала називатися Національною бібліотекою Португалії. 1910 року було проголошено Першу Португальську республіку й бібліотека поповнилася фондами розпущених релігійних організацій.
1956 року внаслідок браку місця для нових надходжень було прийнято рішення про переїзд бібліотеки на кампус Лісабонського університету. 1958 року за проєктом архітектора Порфіріу Пардал Монтейру почалося будівництво нового бібліотечного приміщення. 1969 року відбулося офіційне відкриття нової споруди бібліотеки.
У 1980-і роки відбулася комп'ютеризація бібліотеки, було запроваджено національну бібліотечну цифрову систему PORBASE.
З 2000 року проводиться розбудова цифрової бібліотеки, що є складовою бібліотеки Europeana. 2005 року національна бібліотека була одним із засновників проєкту European Library.

## Фонди

### Національна бібліотека
Фонди Національної бібліотеки поділені на шість відділів:
- Загальний фонд (Fundo Geral): 50 000 періодичних видань та 3 млн книг з XVI століття й до сьогодні, усі обов'язкові примірники з 1931 року та всі академічні обов'язкові примірники з 1986 року;
- Спеціальний фонд (Reservados): бл. 51 000 рукописів починаючи з XII століття (бл. 15 000 кодексів та 36 000 інших рукописів), бл. 30 000 стародруків, історичний архів з 466 давніми грамотами, приватні архіви 148 письменників (зокрема Фернандо Пессоа, Жозе Марія Еса де Кейрош, Камілу Каштелу Бранку, Жозе Сарамаґо).
- Картографія (Cartografia): бл. 6 800 карт починаючи з XVI століття.
- Іконографія (Iconografia): бл. 117 000 зображень усіх видів.
- Музика (Música): бл. 50 000 одиниць зберігання (партитури, лібретто, музичні фахові видання, фото).
- Видання для сліпих (Leitura para Deficientes Visuais): бл. 7 000 назв шрифтом Брайля та 1 575 аудіодокументів.

### Бібліотека Ажуда
До Національної бібліотеки належить також так звана Бібліотека Ажуда, фонди якої становлять сьогодні близько 150 000 томів, серед яких:
- Рукописи: 2 512 кодексів та бл. 33 000 інших рукописів з XIII по XX століття, з них 43 ілюміновані кодекси, колекція хронік XV–XVIII століття, а також 226 кодексів з колекції Symmicty Lusitanica та 61 єзуїтський кодекс з Азії.
- Музичні рукописи: 2 950 кодексів та 10 200 інших рукописів опер та камерної музики XVIII–XX століття.
- Друковані видання: окрім 16 000 монографій та 11 000 періодичних видань (1700 назв) представлено 60 000 стародруків XVI–XVIII століть.
- 2 500 карт та велика кількість ілюстрацій і фотографій XIX–XX століття.
- Фонди бібліотеки Алкобаського монастиря

## Рідкісні книги
- Dictionarium Lusitanico-Latinum (1611)